# Radio City
Albums de Big Star
#1 Record
(1972) Third/Sister Lovers
(1978)
Radio City est le second album du groupe de rock américain Big Star, originaire de Memphis (Tennessee). Il est sorti en 1974
Échec commercial total lors de sa sortie, l'album est, depuis le milieu des années 1980, considéré comme une des œuvres les plus importantes de l'histoire du rock, ancêtre de la power pop, influence de groupes tels que R.E.M., Weezer, Pavement, etc..
L'album est classé 399 des 500 meilleurs albums de tous les temps selon Rolling Stone. 

## Liste des titres
1. O My Soul (5,36)
2. Life Is White (3,19)
3. Way Out West (2,48)
4. What's Goin' Ahn (2,39)
5. You Get What You Deserve (3,02)
6. Mod Lang (2,45)
7. Back Of A Car (2,44)
8. Daisy Glaze (3,49)
9. She's A Mover (3,11)
10. September Gurls (2,48)
11. Morpha Too (1,28)
12. I'm In Love With A Girl (1,45)

Durée totale : 36,02 minutes

## Personnel
- Alex Chilton - chant, guitares, claviers
- Andy Hummel - basse, chœurs
- Jody Stephens - batterie